# Jean Baptiste Fidèle Bréa
Pour les articles homonymes, voir Bréa.
Jean Baptiste Fidèle Bréa, né le 23 ou le 24 avril 1790 à Menton et mort le 25 juin 1848 à Paris, est un officier général français.

## Biographie
Il entre, dès l'âge de huit ans, au lycée impérial, et en sort pour aller à l'École militaire. Sous-lieutenant le 9 mai 1807, il est lieutenant le 6 août 1809, puis capitaine le 28 novembre 1812.
Il fait les campagnes de 1807 et 1808 en Calabre, 1809 à la Grande Armée, 1810 et 1811 à nouveau en Calabre ; 1812 et 1813 encore à la Grande Armée.
Lors de la Campagne d'Allemagne (1813), il se distingue notamment à la bataille de Leipzig : en avant de Holzhausen, le 16 octobre 1813, à midi et demi, le général Charpentier commandant la 36e division d'infanterie reçoit du maréchal Oudinot l'ordre de s'emparer d’une redoute suédoise. De nombreuses coupures dans le terrain ne permettent pas de conduire de l’artillerie dans sa direction. Son élévation, son artillerie, la nombreuse infanterie qui la défend rendent l’assaut très ardu. Cependant, sous le feu, la division s'avance l'arme au bras et au pas cadencé, son général de division en tête. À demi-portée de mitraille, le général Charpentier ordonne d'accélérer le pas et au pied de la position, le pas de charge se fait entendre. Les capitaines de Bréa, Moricourt et Bonnet sont les premiers à atteindre le sommet, tous trois du 22e d’infanterie légère qui formait tête de colonne. Se précipitant avec intrépidité dans la redoute, ils sabrent les canonniers et entraînent leurs hommes, mettant leurs ennemis en fuite. Après le combat, le général Charpentier décore Bréa en lui remettant sa propre croix d'or en signe de satisfaction, en présence de toute la division formée en colonne, et des généraux Meunier[Information douteuse] et Charras (commandant du régiment). Lors de cette remise, un biscaïen enlève le shako de Bréa. Le 19, le capitaine Bréa, frappé de deux coups de feu, est laissé pour mort sur le champ de bataille.
Remis, il est le 16 juin 1815, aux Quatre-Bras, à la tête de 140 carabiniers du 1er régiment d'infanterie légère. Il charge à la baïonnette un carré d'infanterie formé par des Écossais, et, dans cette action, signalée comme un des faits d'armes de la journée, 43 des carabiniers et 2 de ses officiers sont mis hors de combat. Il est également à la bataille de Waterloo.
Bréa est nommé chevalier de la Légion d'honneur, le 21 juin 1813, officier du même ordre le 17 mars 1815; chevalier de l'ordre royal des Deux-Siciles, le 4 mai 1813 ; chevalier de l'Ordre du Mérite militaire du Wurtemberg, le 25 août 1813.
Chef d'escadron le 25 décembre 1816, il prend part aux campagnes d’Espagne (1823) et est fait chevalier de Saint-Louis le 25 août 1823. Il est également de la campagne de Belgique (1831). Fait lieutenant-colonel le 31 décembre 1831, puis colonel le 6 janvier 1836, il parvient le 20 avril 1845 au grade de maréchal de camp.

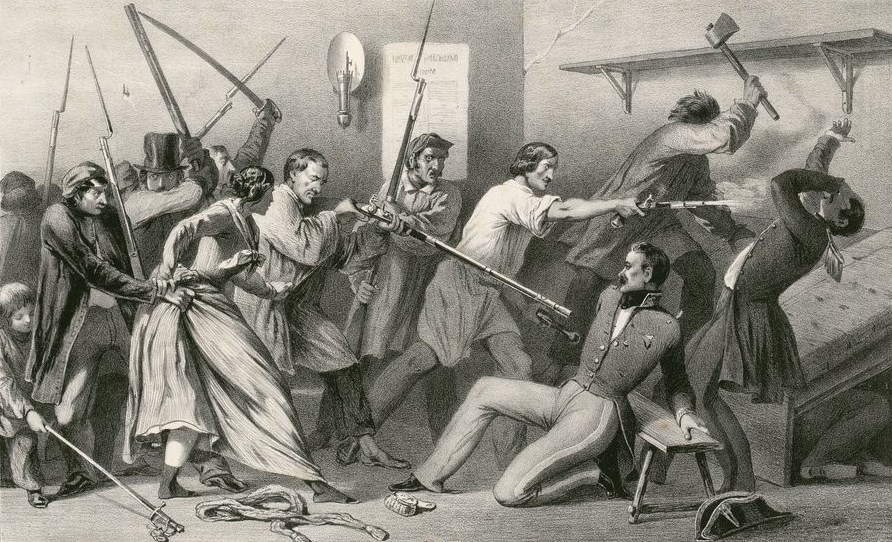
Mort du général Bréa

Chargé lors des Journées de juin 1848 d'opérer contre les insurgés de la rive gauche de la Seine, il réussit à les rejeter hors des murs : dans l'espoir de les ramener par des moyens pacifiques, il s'avance pour parlementer en dehors de la barrière de Fontainebleau, mais il est saisi et fusillé le 25 juin.

## Distinctions
- Officier de la Légion d'honneur (1815)
- Chevalier de l'ordre royal et militaire de Saint-Louis

## Hommage
Depuis 1850, Paris possède une rue à son nom, la rue Bréa, percée à l'emplacement de l'ancien collège Stanislas.
Une rue de Nantes a été également baptisée en son honneur.